# Gabriele Wolfslast
Gabriele Wolfslast (* 1954 in Frankfurt am Main) ist eine deutsche Rechtswissenschaftlerin und ehemalige Hochschullehrerin.

## Leben und Werk
Nach dem Abitur 1974 in Essen nahm Wolfslast im selben Jahr an der Universität Göttingen das Studium der Rechtswissenschaften auf. Dieses beendete sie 1980 in Göttingen mit dem Ersten Juristischen Staatsexamen. 1984 wurde sie von der Universität mit der Arbeit Psychotherapie in den Grenzen des Rechts zur Dr. iur. promoviert. 1993 habilitierte sie sich ebenfalls in Göttingen und erhielt die Venia legendi für die Fächer Strafrecht und Strafverfahrensrecht. Nach einer Lehrstuhlvertretung an der Universität München trat sie 1994 die Professur für Strafrecht, Strafprozessrecht und strafrechtliche Nebengebiete an der Universität Rostock an. 1998 wechselte Wolfslast auf den ordentlichen Lehrstuhl für Strafrecht und Strafprozessrecht der Universität Gießen, den sie bis zu ihrer Emeritierung 2011 innehatte. Von 2004 bis 2006 war sie Dekanin der rechtswissenschaftlichen Fakultät der Universität Gießen.
Wolfslasts Forschungsschwerpunkte liegen vor allem im Medizinstrafrecht, insbesondere im Hinblick auf dessen ethische Grundlagen und der Bioethik. So war und ist sie unter anderem Mitglied diverser Ethikkommissionen, unter anderem an den Universitäten Rostock und Gießen und am Bundesgesundheitsministerium.

## Schriften (Auswahl)
- Psychotherapie in den Grenzen des Rechts. Thieme, Stuttgart 1985, ISBN 978-3-432-95211-6 (Dissertation).
- Staatlicher Strafanspruch und Verwirkung. Carl Heymanns, Köln 1995, ISBN 978-3-452-23233-5 (Habilitationsschrift).